# Артёменко, Виталий
Вита́лий Артёменко (латыш. Vitālijs Artjomenko; 26 августа 1990, Рига) — латвийский футболист, вратарь.

## Карьера
Воспитанник рижского «Сконто», в 2006 году Виталий Артёменко выступал в составе «Трансцелтниекса» во Второй лиге Латвии. В 2007 году его стали заявлять на матчи клуба «Сконто», как запасного вратаря, однако, на поле он так ни разу и не вышел. Сезон 2008 года Виталий Артёменко провёл в «Олимпе» на правах аренды, но и в нём он на поле так и не появился. В 2009 году он играл в составе «Сконто-2» в Первой лиге Латвии.
В начале 2010 года Виталий Артёменко перешёл в «Олимп», где стал основным вратарём и дебютировал в Высшей лиге Латвии. Летом того же года он согласился стать третьим вратарём в кипрском клубе «Пафос» и подписал контракт сроком на три года.
Через год, летом 2011 года, Виталий Артёменко покинул ряды «Пафоса» и присоединился к клубу «Киссос» из Киссонерги, который выступал в Четвёртом дивизионе Кипра. По завершении сезона он вернулся на родину и пополнил ряды рижской «Даугавы».
В июле 2013 года Виталий Артёменко перешёл в литовский клуб «Дайнава» из города Алитус.